# Planétarium de Vaulx-en-Velin
 (juillet 2019).
Le Planétarium de la ville de Vaulx-en-Velin est un équipement culturel scientifique destiné à la vulgarisation des sciences de l'Univers. Véritable interface entre le milieu de la recherche et le grand public, le Planétarium est un vecteur de la diffusion des connaissances scientifiques dans les domaines de l’astronomie, l’astrophysique et du spatial.
Construit en 1995, cet équipement culturel municipal a progressivement vu croître sa fréquentation notamment après ses travaux d’aménagement en 2013 et accueille désormais un espace d’exposition de 1 200 m2. En 2017, un nouveau simulateur numérique 8K ainsi qu’un jardin astronomique muni d’un observatoire viennent parfaire la réputation du Planétarium, aujourd’hui classé 9e équipement le plus fréquenté de l’agglomération lyonnaise.

## Séances d'astronomie
Pièce maîtresse du Planétarium de Vaulx-en-Velin, le planétaire de 15 mètres de diamètre offre 152 places sous un dôme incliné à 10°. La projection du ciel étoilé et des films est assurée par un simulateur numérique très haute définition SkySkan Dark Matter 8K équipé en 3D active,. Le système de son spatialisé à 360° et le parc lumière programmable offre aux spectateurs une immersion complète dans l’Univers. Les séances d’astronomie, aux thématiques variées, sont guidées par un médiateur scientifique.

## Espaces d'exposition

### Exposition permanente
Les espaces d’exposition accueillent une exposition permanente, Histoire d’Univers, du Big Bang au grain de sable, ainsi qu’une exposition temporaire renouvelée tous les ans.
L’exposition permanente se déploie sur 2 niveaux dans une surface de 900 m2. C’est l’occasion pour le visiteur de découvrir le récit de l’évolution de l’Univers du Big Bang jusqu’à nos jours, et de comprendre où se trouve la Terre. Elle retrace aussi des aventures humaines qui ont permis les avancées majeures dans la découverte du cosmos tel que nous le connaissons aujourd’hui. Cette exposition est divisée en plusieurs plateaux munis de nombreux dispositifs interactifs et ludiques.

### Exposition temporaire
L'exposition temporaire répond chaque année à un thème spécifique :
- Du 9 octobre 2013 au 19 janvier 2014 : XYZT, Les paysages abstraits était une exposition mêlant art, mathématiques et numérique, des artistes Claire Bardainne et Adrien Mondot[2].
- Du 25 janvier au 4 août 2014 : l’exposition Explore Mars abordait l’histoire de la planète Mars et de ses similitudes avec la Terre, ainsi que la mission de Curiosity envoyé sur son sol.
- Du 1er octobre 2014 au 4 janvier 2015 : ENTRE // MONDE, entre l’infiniment petit et l’infiniment grand, entre les expériences du CERN et les rayons cosmiques qui traversent notre Terre, était une exposition de l’artiste Laurent Mulot.
- Du 10 janvier au 9 août 2015 : InvenTerre offrait un nouveau regard sur la Terre et sur son évolution à travers des images inédites prises de l’espace.
- Du 29 septembre 2015 au 3 janvier 2016 : l’exposition des Boîtes noires – Empreintes du monde et paysages intérieurs, conçue par ses commissaires Sophie Pouille et Norbert Godon comme un cabinet de curiosités, proposait une exploration de la lumière à travers  50 œuvres artistiques et objets scientifiques.
- Du 9 janvier au 31 juillet 2016 : Comètes, à la poursuite de Rosetta s’est attachée à démontrer l’importance des comètes, dans la recherche des origines de notre Système solaire, avec l’exemple de la mission spatiale Rosetta-Philae.
- Du 1er octobre 2016 au 9 août 2017 : Expérience Lune s’intéressait à la conquête de la Lune et à l’évolution des connaissances humaines à son sujet depuis l’Antiquité.
- Du 12 octobre 2017 au 10 août 2018 : De la Terre aux étoiles suivait le quotidien de Thomas Pesquet pour comprendre comment les hommes vont et viennent dans l’espace.
- Du 2 octobre 2018 au 11 août 2019 : La Terre vue de l’espace regroupe de nombreuses photographies prises de l’espace pour montrer les enjeux de l’activité humaine sur la planète bleue.
- Du 1er octobre 2019 au 9 août 2020 : Space dreams retrace l’histoire de l’exploration spatiale, des années 1950 à nos jours.
- Dû aux fermetures lié à la pandémie de Covid-19, l'exposition Space dreams est prolongée jusqu'en fin décembre 2020. Cependant, l'établissement ne pourra rouvrir qu'au début de la saison scolaire.
- Du 16 Janvier 2021 (finalement le Planétarium restera fermé jusqu'au 23 juin 2021) au 2 Janvier 2022 : Astronautes permet à travers des dispositifs interactifs originaux et des décors réalistes, de prendre place dans la vie de tous les jours d'un astronaute. Exposition produite par la Cité de l'espace[5].
- Du 11 Janvier 2022 au 31 Décembre 2022: Vaisseau Terre se pose aux confins des sciences naturelles, physiques et humaines. Cette exposition, également produite par la Cité de l'espace[6], nous permet de nous envoler et de découvrir notre planète bleue, ses spécificités, ses couleurs et son visage, depuis l'espace.
- Du 04 Février 2023 au 02 Janvier 2024: De la Terre aux étoiles explore les mécanismes et technologie que l'humanité à mis en place pour s'extraire de l'atmosphère afin d'étudier la Terre et l'univers, mettant en avant l'enjeux qu'es le spatial actuel. Réalisation  principale de Cité de l'espace[7] complétée par le Planétarium.
- Du 20 Janvier 2024 au 12 Mai 2024: 500 Millions d'années et un jour aborde la géologie régionale du Beaujolais, son histoire, sa nature. Création du Géoparc du Beaujolais[8]

## Le Jardin astronomique
Le Jardin astronomique est un espace de 3 600 m2 composé d’un parcours pédagogique lié à divers jardin thématique et d’un observatoire. Celui-ci est ouvert le jour ce qui permet l’observation du Soleil et de ses éruptions. Il est parfois accessible la nuit et pointe les planètes, les étoiles et la Lune, mais aussi des astres du ciel profond tels que les amas d’étoiles, les nébuleuses et les galaxies.

## Activités proposées
Le Planétarium de Vaulx-en-Velin propose des ateliers et des labos de physique amusante. Ceux-ci entrent généralement en résonance avec le thème de l’exposition temporaire proposée dans l’espace dédié et sont animés par un médiateur scientifique.

## Fréquentation
Le Planétarium reçoit chaque année 90 000 visiteurs. Il accueille tous les publics : familles, passionnés, amateurs, curieux, groupes scolaires, tout-petits, personnes âgées, personnes en situation de handicap...

## Événements
Le Planétarium de Vaulx-en-Velin organise environ une fois par mois des conférences ouvertes à tous sur différents thèmes d’astronomie, d’astrophysique et de conquête spatiale. Y sont invités des scientifiques de toute la France, qui viennent à la rencontre du public pour parler de leurs travaux de recherche.
Outre les conférences, le Planétarium de Vaulx-en-Velin organise tous les deux ans la Biennale du Ciel et de l’Espace en Rhône-Alpes : Oufs d’astro. L’objectif, depuis 2009, est de rendre accessible à tous la recherche « en train de se faire » de façon ludique afin de toucher tous les publics.
Le Planétarium participe également aux événements organisés par ses partenaires : Cityciel, Festiciels, Nuit de l’Equinoxe, Nuit des étoiles, Congrès scientifique des enfants, etc.

## Partenaires

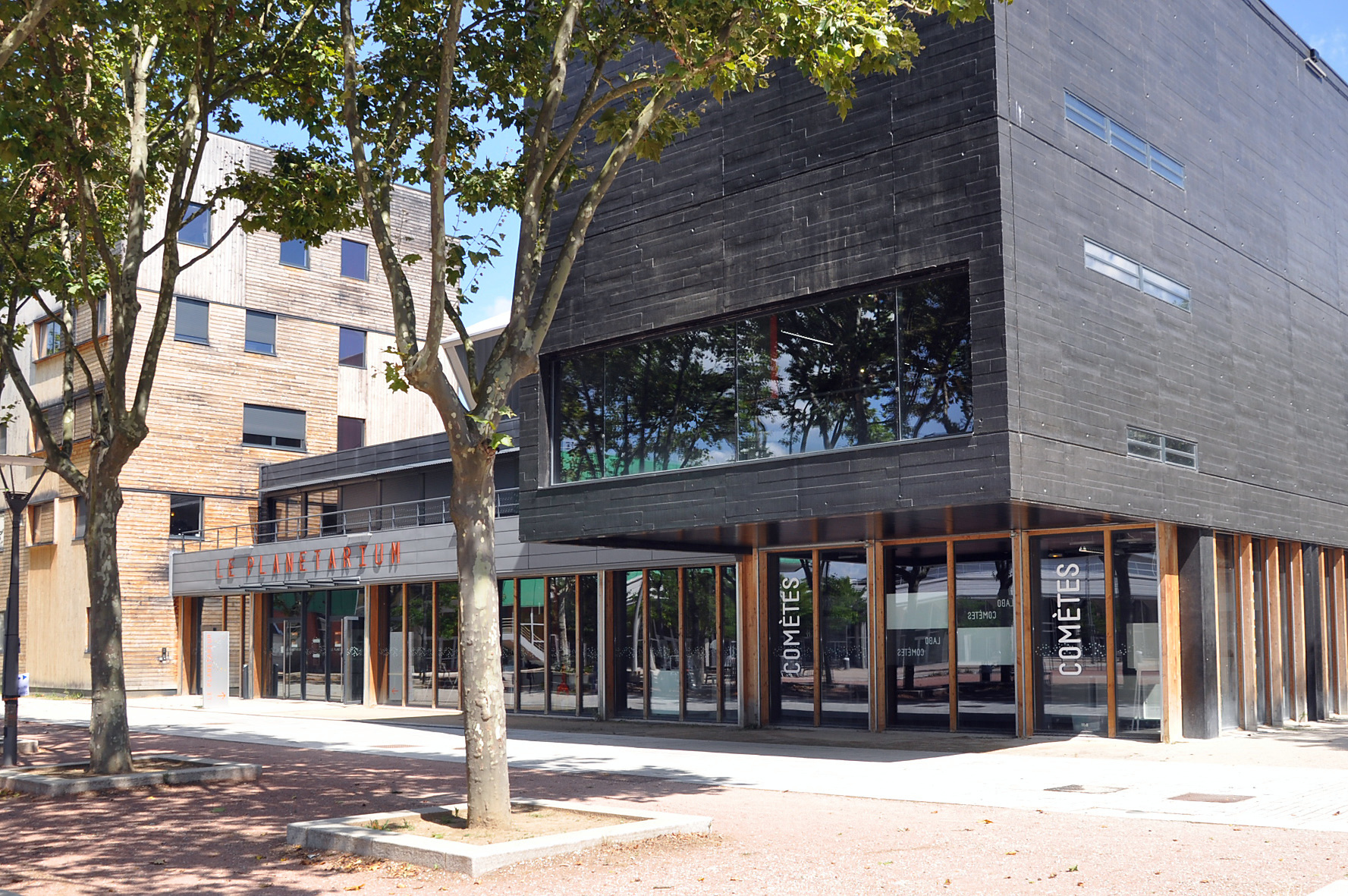
Vue sur le Planétarium

Le Planétarium est parrainé par Hélène Courtois, astrophysicienne de l’Université Claude Bernard Lyon 1, et Michel Tognini, astronaute à l’Agence spatiale européenne (ESA). 
À l’échelle nationale et internationale, le Planétarium de Vaulx-en-Velin tisse des liens étroits avec des partenaires culturels, comme l’International Planetarium Society (IPS), European Network of Science Centres and Museums (ECSITE), l’Association des musées de culture scientifique et technique, l’Association des planétariums de langue française, la Cité de l'espace de Toulouse, le Musée de l’Air et de l’Espace du Bourget, etc.
Mais le Planétarium de Vaulx-en-Velin a également des partenaires scientifiques comme l’Agence spatiale européenne, (ESA), l’Organisation européenne pour la recherche nucléaire (CERN), le Centre d’études spatiales (CNES), l’Observatoire européen austral (ESO), le Commissariat à l'énergie atomique et aux énergies alternatives (CEA) ainsi que le Centre national de la recherche scientifique (CNRS).
Il entretient également de nombreux partenariats culturels, institutionnels ou associatifs : CCSTI, Musée des Confluences (Lyon), Musée des Beaux-Arts de Lyon, Musée d'Art contemporain de Lyon, Villa Gillet, Collectif AADN (arts et cultures numériques)… De nombreux partenaires scientifiques interviennent également au Planétarium, comme l’Université de Lyon, le CNRS (INSU et IN2P3), le CEA de Grenoble, etc. notamment lors de ses événements.
À l’échelle de la ville de Vaulx-en-Velin, le Planétarium collabore avec de nombreux services et structures municipales : bibliothèques, service des retraités, service petite enfance, mais également avec les grandes écoles (ENSAL, ENTPE) et les acteurs associatifs de la ville : Ebulliscience, Planète Science AURA , Club d’astronomie de Lyon Ampère (CALA), Mission locale, École de la 2e chance…

## Période de pandémie de Covid-19

### Première Vague
À la suite des annonces gouvernementales du 14 mars 2020, le Planétarium ferme ses portes immédiatement. Dès le 18 mars 2020, les équipes de médiation s'organisent pour mettre en place leur activité Space Academy mais à la maison sous le nom Space Academy @Home. Un programme complet du parfait petit astronaute avec différentes fiches d'activités ainsi que des "images mystère" diffusées sur la page Facebook de l'établissement. Les équipes en profitent pour mettre en place des interviews et débats en visio-conférence retransmis sur la plateforme Twitch. Le programme prend fin au 15 juin 2020 avec un réouverture de l'établissement le 23 juin 2020 dans les règles sanitaires alors en vigueur.

### Seconde et Troisième Vagues
Le 28 octobre 2020, à la suite de la remontée du nombre de personnes contaminées, le gouvernement annonce un second confinement, forçant le Planétarium à fermer ses portes à nouveau dès le lendemain. Les équipes de médiation scientifique en profitent pour remettre en place une activité continue via leur page Facebook ce coup-ci sous le nom de Planétarium@Home, toujours avec de interviews ponctuelles de scientifiques du milieu diffusées sur Twitch.
L'établissement restera fermé comme l'ensemble des musées du territoire jusqu'à la fin du printemps 2021 et la fin de la troisième vague de Covid-19. Cette réouverture du 1er juin 2021 mettra fin au programme numérique pour une reprise en physique de la médiation scientifique.

## Sources
- Plaquette institutionnelle du Planétarium de Vaulx-en-Velin de 2018.
- Le site internet du Planétarium de Vaulx-en-Velin : www.planetariumvv.com